# Peter Kittinger
Peter Kittinger (* 7. August 1964) ist ein österreichischer Judoka und dreifacher österreichische Judo-Staatsmeister.

## Biografie
Peter Kittinger begann mit seiner Judolaufbahn beim ASKÖ Reichraming in Oberösterreich. In der Altersklasse der Junioren platzierte er sich drei Mal bei den österreichischen Meisterschaften. 1987 nahm er an den Weltmeisterschaften in Essen teil und schied in der Vorrunde aus. Im darauf folgenden Jahr gewann er zum ersten Mal die Staatsmeisterschaft in der Allgemeinen Klasse. Zusammen mit seinem Verein belegte er in dem Jahr den 5. Platz in der Staatsliga A. 1989 wechselte er zum LZ Wels.
Als Mitglied des Heeressportzentrums des Österreichischen Bundesheers sicherte er sich 1988 in Warendorf und 1990 in Dakar bei den Militärweltmeisterschaften die Bronzemedaille.

## Größte Erfolge (Auswahl)

### Staatsmeisterschaften
- 1994[7] Leibnitz[1]: 1. Platz
- 1990 Wien[1]: 1. Platz
- 1988 Leibnitz[1]: 1. Platz

### Weltcups
- 1991 ASKÖ World Tournament Leonding[1]: 3. Platz
- 1989 Tournoi de Paris[1]: 3. Platz
- 1989 A-Tournament Budapest Bank Cup[1]: 7. Platz